# Nomada sexfasciata
Nomada sexfasciata là một loài Hymenoptera trong họ Apidae. Loài này được Panzer mô tả khoa học năm 1799.